# КК Олимпијас Патра
КК Олимпијас Патра (енгл. Olympias Patras B.C.) је грчки кошаркашки клуб из Патре.

## Историја
Клуб је основан 1961. године. и већину времена је провео по нижим ранговима. Своја једина два учешћа у највишем рангу, су имали у сезонама 2006/07. и 2007/08. У првој сезони су заузели 10. место, док су у другој били последњепласирани и вратили се у нижи ранг.
На међународној сцени су забележили један наступ, и то у ФИБА Еврокупу у сезони 2007/08. када су елимисани у групној фази.

## Познатији играчи
- Бранко Јоровић
- Алексеј Нешовић
- Миро Билан

## Познатији тренери
- Драган Раца